# Zagăr
Zagăr é uma comuna romena localizada no distrito de Mureș, na região histórica da Transilvânia. A comuna possui uma área de 39.02 km² e sua população era de 1235 habitantes segundo o censo de 2007.